# حومه شهر (فیلم)
حومه شهر (انگلیسی: Suburbia) فیلمی به کارگردانی پنلوپه اسفیریس است که در سال ۱۹۸۴ منتشر شد. از بازیگران آن می‌توان به درک اوبرایان و فلی اشاره کرد.